# 1722

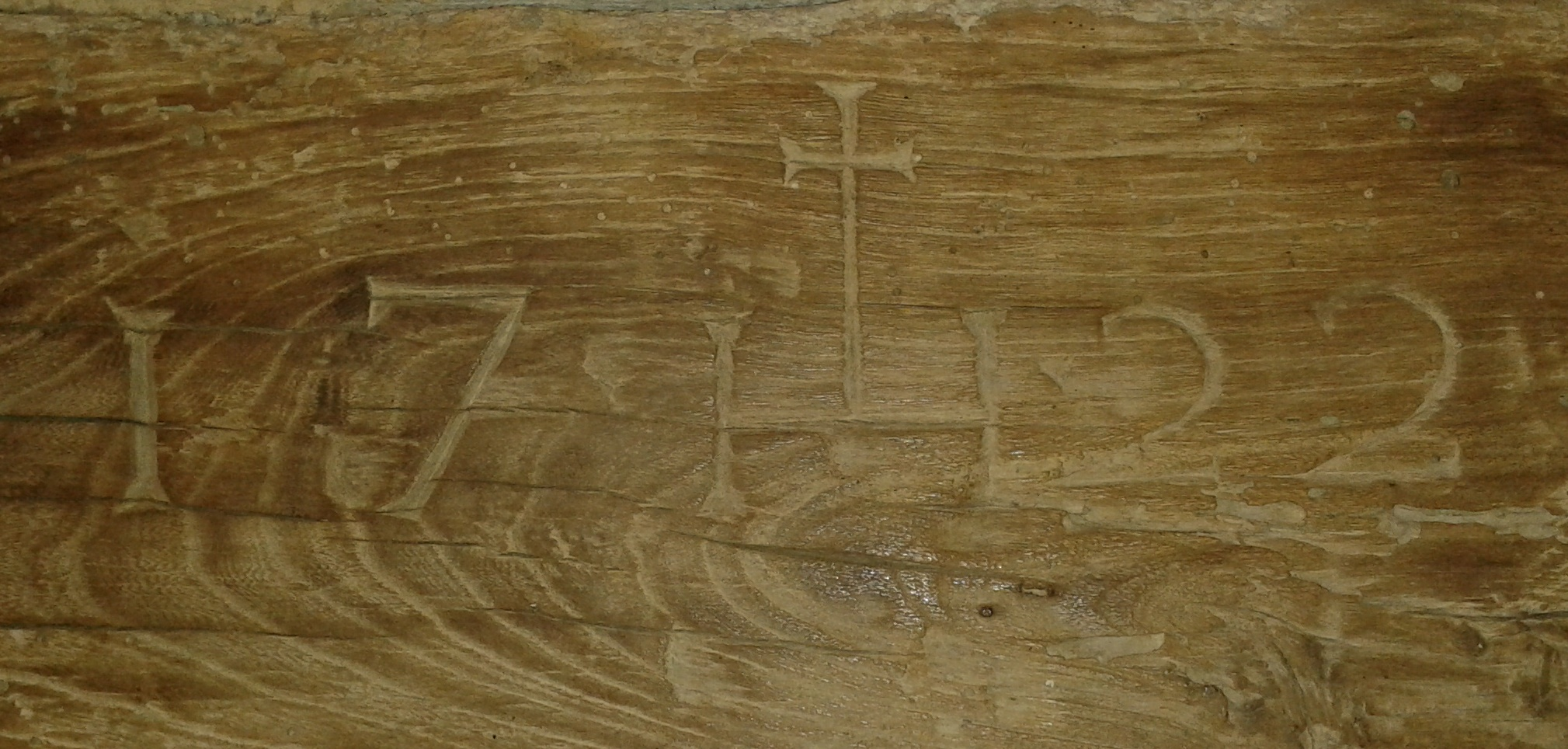
Llinda de Cal Pauet de l'Espunyola

## Esdeveniments
Món
- 5 d'abril - illa de Pasqua: hi arriba el navegant holandès Jakob Roggeveen.
- Inici de la guerra entre Rússia i Pèrsia
- Ucraïna perd autonomia davant el poder rus
- Publicació de Les aventures de Moll Flanders, novel·la picaresca de Daniel Defoe
- Publicació del primer cicle del clavecí ben temprat de Johann Sebastian Bach
- Publicació del Tetsujutsu Sankei, on el matemàtic japonès Takebe Kenko fa servir el mètode d'extrapolació de Richardson, dos-cents anys abans que el mateix Lewis Fry Richardson, per trobar una aproximació de π correcta fins al 41è decimal.

## Naixements
- Bayreuth: Wilhelm Gottfried Enderle, violinista i compositor alemany.
- 12 d'abril: Liorna, Gran Ducat de Toscana: Pietro Nardini, violinista i compositor italià (m. 1793).[1]
- 1 de desembre: Hammer, Silèsia: Anna Louisa Karsch, poeta alemanya, la primera que visqué de la seva obra literària (m.1791).[2]

## Necrològiques
Països Catalans
- Artà (Mallorca): Francesc Guerau, compositor

Món
- 11 de març - John Toland, filòsof irlandès (n. 1670)
- 5 de desembre - Marie-Anne de La Trémoille, noble francesa de la cort de Felip V de Castella (n. 1641)